# Talofofo
Talofofo (czamorro: Talo’fo’fo) – okręg administracyjny Guamu i jednocześnie jedna z miejscowości. Okręg ma powierzchnię 44 km², a zamieszkany jest przez 3 050 osób (dane spisowe z 2010).